# James Swearingen
James Swearingen (Dayton, Ohio, 26 september 1947) is een Amerikaans componist, muziekpedagoog en dirigent.

## Levensloop
Swearingen studeerde aan de Bowling Green State University in Bowling Green, Wood County (Ohio), waar hij zijn Bachelor of Music behaalde en aan de Ohio State University in Columbus, waar hij zijn Master of Music behaalde.
Aansluitend was hij 14 jaren docent en directeur voor instrumentale muziek aan de Grove City High School in Sunbury (Ohio). Met de harmonieorkesten en de fanfareband van deze school behaalde hij talrijke prijzen en onderscheidingen. Daarnaast was hij 18 jaar lang docent voor instrumentale muziek aan verschillende openbare scholen in centraal Ohio. In 1987 werd hij tot professor benoemd aan de muziek-afdeling van de Capital University in Columbus. Later was hij daar hoofd van de afdeling muziekpedagogiek.
Naast zijn werk als docent was hij zeer actief als gast-dirigent en als pedagoog op cursussen, workshops en seminaries. Verschillende tournees deed hij door de hele Verenigde Staten, Japan, Australië, Europa, Canada en de Volksrepubliek China.
Zijn werk als componist bestaat uit meer dan 400 gepubliceerde werken. Hij schrijft vooral werken voor harmonieorkest en oogst daarmee wereldwijd succes. Vele van zijn werken werden op concoursen en wedstrijden verplicht gesteld. Hij heeft vele prijzen en onderscheidingen ontvangen, waaronder ook verschillende van de American Society of Composers, Authors and Publishers (ASCAP). In 1992 werd hij gekozen als Accomplished Graduate of the Fine and Performing Arts van de Bowling Green State University in Bowling Green, Wood County (Ohio). In 2002 kreeg hij de Community Music Educator Award van het Columbus Symphony Orchestra. Sinds 2000 is hij lid van de prestigieuze American Bandmasters Association.

## Composities (Selectie)

### Werken voor harmonieorkest
- 1978 Exaltation, ouverture
- 1979 Denbridge Way
- 1980 Novena (Rhapsody for Band)
- 1981 Invicta
- 1982 Chesford Portrait
- 1982 Romanesque
- 1983 Brookpark Overture
- 1983 Majestia
- 1984 Aventura
- 1984 Reflections
- 1985 Ashton Overture
- 1985 Covington Square
- 1985 Park Street Celebration
- 1986 Centuria Overture
- 1986 Northpointe Fantasy
- 1986 Silvercrest, concertmars
- 1987 Covinton Square, ouverture
- 1987 Of Pride and Celebration
- 1987 Wyndham Variations
- 1988 Royal Emblem
- 1988 Seagate Overture
- 1989 In all its Glory
- 1989 Mystic River Fantasy
- 1989 Sounds of Season
- 1989 Triumphant Spirit
- 1990 Blue Ridge Saga
- 1990 Pageant for Winds
- 1990 Proud Spirit
- 1990 Windemere
- 1991 Baywood Overture
- 1991 Carolina Legend
- 1991 Celebration and Dance
- 1992 Excalibur
- 1992 The Light Eternal
- 1993 A Classic Ouverture
- 1993 Choral Suite
- 1993 Dawn of a New Day
- 1993 Let the Spirit Soar, symfonisch gedicht
- 1994 Bunker Hill Overture
- 1994 Fantasy on an American Classic (Shenandoah)
- 1994 Where the River Flows
- 1995 All Glory Told
- 1995 A Celebration Overture
- 1996 Exordium
- 1996 Legacy
- 1996 Prelude and Energico
- 1997 Freedom’s Light
- 1997 How Firm Thy Friendship
- 1997 Jubilance
- 1998 A Vision of Majesty
- 1998 An American Portrait
- 1988 Carnival Del Soul
- 1998 March: Celebration & Glory
- 1998 The Light Of Dawn
- 1999 Celebration for Winds and Percussion
- 1999 Crown him with many Crowns
- 2000 Children of the Shrine
- 2000 Lead On, O King Eternal
- 2001 As Seasons Change, ballade voor harmonieorkest
- 2001 Entrance of the Tall Ships
- 2001 Hymn for a Child
- 2001 Into the Joy of Spring
- 2001 Lest We Forget
- 2002 In Quest of Uluru
- 2002 In Times of Triumph
- 2002 Land of Liberty, concertmars
- 2003 Beautiful Savior, koraal prelude
- 2003 Flight of Valor
- 2003 In the Winter of 1730: A River's Journey
- 2003 On A Cold Winter's Night
- 2003 Procession for a New Day
- 2004 Follow the River - gebaseerd op een novel van James Alexander Thom uit 1755
- 2004 Legend of the Yankee Clippers
- 2004 Make A Joyful Noise
- 2004 Within These Hallowed Halls
- 2005 In Quiet Times
- 2005 Let the Flag of Freedom Wave, concertmars
- 2005 Tidings of Comfort and Joy
- 2006 Legend of the Nighthawk
- 2006 The Night Before Christmas, voor spreker en harmonieorkest
- 2006 When Honor Prevails
- 2007 Eiger - Journey to the Summit
  1. Ding Dong! Merrily on High
  2. Jingle Bells
  3. Up on the Housetop
  4. Jolly Old Saint Nicholas
  5. We Wish You a Merry Christmas
- Christmas Favorites
- In the Wake of Spring
- Instant Concert
- Ol' Glory March
- The Legend of the Nighthawk
- When Kings Go Forth